# Sukhoi P
Il Sukhoi P o semplicemente P, designato dall'Aeronautica sovietica Sukhoi Su-15 (denominazione riusata da un altro apparecchio di Pavel Osipovič Suchoj, il caccia intercettore Sukhoi Su-15) è stato un prototipo sovietico di caccia monoposto bimotore a getto della fine degli anni quaranta.

## Storia
La progettazione per un caccia monoposto a getto iniziò verso marzo del 1947, seguendo i piani dello OKB Sukhoj ratificati dal consiglio dei ministri sovietico. Era un aeroplano interamente in metallo, con ala monoplana montata a mezza altezza della fusoliera, propulso da due motori RD-45. Uno di questi era montato nella parte più arretrata della fusoliera, immediatamente sotto all'impennaggio verticale, e l'altro sotto l'ala, a metà fusoliera.
Nel maggio dello stesso anno venne raccomandata dallo TsAGI, l'Istituto Centrale di AeroIdrodinamica (ЦАГИ), all'ufficio tecnico di Suchoj un'ala con angolo di freccia di 30°. Un primo modello in scala venne terminato verso la fine del 1947 ed esaminato da una commissione di stato il 26 ed il 27 febbraio dell'anno successivo. Vennero ordinate alcune modifiche ed il modello venne nuovamente esaminato in estate. Finalmente l'aereo venne accettato per essere avviato alla fase di prototipo e designato Su-15.
L'aeroplano presentava una caratteristica peculiare: l'abitacolo era spostato verso sinistra per lasciare spazio al condotto della presa d'aria che alimentava il motore posteriore. Gli ingegneri stimarono una velocità massima di circa 1 000 km/h sia a livello del mare che in quota. In quattro mesi il prototipo venne ultimato ed in grado di affrontare le prove a terra il 25 ottobre 1948 quindi, ai comandi dei piloti collaudatori Georgij Šijanov e Sergej Anochin, finalmente l'11 gennaio 1949 il caccia venne portato in volo per la prima volta.
Con un peso al decollo di 10.437 kg il caccia era capace di un'eccellente velocità variometrica: raggiunse i 5000 m di quota in due minuti e mezzo. La corsa di decollo era di 450 m e quella d'atterraggio di 600 m. Durante il 39° volo di collaudo ad una quota di 2000 m ed una velocità di circa 1000 km/h si verificò un'instabilità di flutter sui piani di coda posteriori (il flutter è un fenomeno aerodinamico che si manifesta alle alte velocità sotto forma di veloce ed ampia vibrazione delle superfici). Il collaudatore, Sergej Anochin, dovette abbandonare l'apparecchio.
Il secondo prototipo, che non venne mai portato a termine, aveva un condotto della presa d'aria del motore posteriore più sottile, la fusoliera poteva contenere 4633 l (rispetto ai 2768 l del modello originale), gli ipersostentatori erano di tipo Fowler ed il nuovo apparecchio era concepito espressamente come intercettore a lungo raggio. L'armamento consisteva in un cannone da 37 mm.